# Proceso p
En un principio se pensó que el Proceso P era un proceso de captura protónica que se da durante las supernovas.  Entonces se entendió que las densidades protónicas son demasiado pequeñas y las abundancias isotópicas no pueden ser explicadas mediante esta reacción.

## En la actualidad
Actualmente se cree que las causas de la abundancia de isótopos de Z > 100 ricos en protones son las reacciones de fotodesintegración.  Las reacciones relevantes son las ocasionadas por los rayos gamma y neutrones y los rayos gamma y alfa.  Las temperaturas obtenidas durante una supernova oscilan entre 2·109 y 3·109 kelvin.  La radiación de un cuerpo negro produce una serie de fotones que pueden desintegrar los núcleos que originan los procesos s y r, y por esta razón a este proceso se le denomina proceso γ.

## Contribuciones
La contribución del proceso p a las abundancias isotópicas que pueden darse también gracias a los procesos s y r es generalmente muy pequeña.  Sin embargo, hay isótopos "sólo p" que no se sintetizan mediante estos dos últimos procesos (por ejemplo, el 190Pt y el 168Yb).  Estos isótopos son muy raros si los comparamos con sus vecinos.

## Además
En ocasiones el término "proceso p" incluye también al proceso rp (captura protónica rápida).  El escenario para este proceso no está determinado con precisión, pero se cree que una estrella de neutrones en un sistema binario, la cual está absorbiendo materia de una estrella de la secuencia principal mediante un disco de acrecimiento podría ser un buen candidato.  Durante las erupciones de rayos X, las temperaturas y las densidades protónicas son las adecuadas para iniciar procesos de captura protónica y sintetizar elementos ricos en protones de hasta Z = 100.
- Datos: Q284633